# Lijst van succesvolste sluipschutters
Deze lijst van succesvolste sluipschutters is standaard gesorteerd op het aantal bevestigde slachtoffers met een sluipschuttersgeweer.
| Nationaliteit       | Naam                   | Oorlog                   | Aantal als sluipschutter | Aantal als sluipschutter | Aantal met ander wapen | Aantal met ander wapen |
| Nationaliteit       | Naam                   | Oorlog                   | Bevestigd                | Opgeëist                 | Bevestigd              | Opgeëist               |
| ------------------- | ---------------------- | ------------------------ | ------------------------ | ------------------------ | ---------------------- | ---------------------- |
| Finland             | Simo Häyhä             | Winteroorlog             | 542                      |                          | 205                    |                        |
| Sovjet-Unie         | Ivan Sidorenko         | Tweede Wereldoorlog      | 500                      |                          |                        |                        |
| Sovjet-Unie         | Nikolay Ilyin          | Tweede Wereldoorlog      | 494                      |                          |                        |                        |
| Sovjet-Unie         | Ivan Kulbertinov       | Tweede Wereldoorlog      | 489                      |                          |                        |                        |
| Sovjet-Unie         | Fedor Ochlopkov        | Tweede Wereldoorlog      | 429                      |                          |                        | >600                   |
| Canada              | Francis Pegahmagabow   | Eerste Wereldoorlog      | 378                      |                          |                        |                        |
| Sovjet-Unie         | Semen Nomokonov        | Tweede Wereldoorlog      | 367                      |                          |                        |                        |
| nazi-Duitsland      | Matthäus Hetzenauer    | Tweede Wereldoorlog      | 345                      | >500                     |                        |                        |
| Sovjet-Unie         | Ljoedmila Pavlitsjenko | Tweede Wereldoorlog      | 309                      |                          |                        |                        |
| nazi-Duitsland      | Josef Allerberger      | Tweede Wereldoorlog      | 257                      |                          |                        |                        |
| Sovjet-Unie         | Vasili Zajtsev         | Tweede Wereldoorlog      | 225                      | >400                     |                        |                        |
| China               | Zhang Taofang          | Koreaanse Oorlog         | 214                      |                          |                        |                        |
| nazi-Duitsland      | Bruno Sutkus           | Tweede Wereldoorlog      | 209                      |                          |                        |                        |
| Sri Lanka           | I.R. Premasiri         | Tegen de Tamiltijgers    | 180                      |                          |                        |                        |
| Verenigde Staten    | Chris Kyle             | Golfoorlog               | 160                      | 160                      |                        |                        |
| Australië           | William Sing           | Eerste Wereldoorlog      | 150                      | >200                     |                        |                        |
| Sovjet-Unie         | Ivan Merkulov          | Tweede Wereldoorlog      | 125                      |                          |                        |                        |
| Canada              | Henry Norwest          | Eerste Wereldoorlog      | 115                      |                          |                        |                        |
| Verenigde Staten    | Adelbert Waldron       | Vietnamoorlog            | 109                      |                          |                        |                        |
| Verenigde Staten    | Chuck Mawhinney        | Vietnamoorlog            | 103                      | 319                      |                        |                        |
| Zuid-Afrika         | Neville Methven        | Eerste Wereldoorlog      | 100                      |                          |                        |                        |
| Verenigde Staten    | Eric England           | Vietnamoorlog            | 98                       |                          |                        |                        |
| Verenigde Staten    | Carlos Hathcock        | Vietnamoorlog            | 93                       | >200                     |                        |                        |
| Canada              | Johnson Paudash        | Eerste Wereldoorlog      | 88                       |                          |                        |                        |
| Verenigde Staten    | Timothy Kellner        | Irakoorlog / Haïti       | 81                       | 82                       |                        |                        |
| Canada              | Philip McDonald        | Eerste Wereldoorlog      | 70                       |                          |                        |                        |
| nazi-Duitsland      | Helmut Wirnsberger     | Tweede Wereldoorlog      | 64                       | >200                     |                        |                        |
| Verenigde Staten    | Herman Davis           | Eerste Wereldoorlog      | 60                       |                          |                        |                        |
| Verenigde Staten    | John Hinson            | Amerikaanse Burgeroorlog | 56                       |                          |                        |                        |
| Sovjet-Unie         | Roza Shanina           | Tweede Wereldoorlog      | 54                       |                          |                        |                        |
| Verenigd Koninkrijk | Mark Osmond            | Oorlog in Afghanistan    | 44                       |                          |                        |                        |
| Sovjet-Unie         | Tanya Baramzina        | Tweede Wereldoorlog      | 36                       |                          |                        |                        |
| Nieuw-Zeeland       | Clive Hulme            | Tweede Wereldoorlog      | 33                       |                          |                        |                        |
| Verenigd Koninkrijk | Tom Potter             | Oorlog in Afghanistan    | 31                       |                          |                        |                        |
| Australië           | Ian Robertson          | Koreaanse Oorlog         | 30                       |                          |                        |                        |
| Tsjechië            | Marie Ljalková         | Tweede Wereldoorlog      | 30                       |                          |                        |                        |
| Verenigde Staten    | Justin Morales         | Irakoorlog               | 27                       |                          |                        |                        |
| Verenigde Staten    | Ian Crune              | Golfoorlog               | 21                       | 34                       |                        |                        |
| Sovjet-Unie         | Ziba Ganiyeva          | Tweede Wereldoorlog      | 21                       |                          |                        |                        |
| Canada              | Graham Ragsdale        | Oorlog in Afghanistan    | 20                       |                          |                        |                        |
| Verenigde Staten    | Ethan Place            | Golfoorlog               | 19                       |                          |                        |                        |
| Verenigde Staten    | Jonathan Warren        | Golfoorlog               | 18                       | 15                       |                        |                        |
| Verenigde Staten    | Frank Grieci           | Golfoorlog               | 15                       |                          |                        |                        |
| Verenigde Staten    | Richard Crawford       | Koreaanse Oorlog         | 14                       | 43                       |                        |                        |

Toelichting:
- Bronnen:[1][2][3][4]
- Het aantal opgeëiste slachtoffers is inclusief de bevestigde slachtoffers.
- Sluipschutters in actieve dienst zijn gemarkeerd ().

## Geen bevestigd aantal bekend, enkel claims
| Nationaliteit  | Naam                  | Oorlog              | Sluipschutter | Ander wapen |
| -------------- | --------------------- | ------------------- | ------------- | ----------- |
| Sovjet-Unie    | Mihail Surkov         | Tweede Wereldoorlog | 702           | -           |
| Sovjet-Unie    | Natalia Kovshova      | Tweede Wereldoorlog | >300          | -           |
| nazi-Duitsland | Friedrich Pein        | Tweede Wereldoorlog | >200          | -           |
| Sovjet-Unie    | Yelizaveta Mironova   | Tweede Wereldoorlog | >100          | -           |
| Nederland      | Johan Mekkes (Qlirim) | Balkanoorlogen      | 73            | -           |

Toelichting:
- De Sovjet-Unie schreef omgebrachte nazi's vaak aan sluipschutters toe voor propagandadoeleinden. Alle hierboven genoemde sluipschutters (op Mekkes na) hebben een groot aantal slachtoffers gemaakt, echter is het opgeëiste aantal waarschijnlijk overdreven.
- De Nederlander Johan Mekkes, in Albanië Qlirim (Bevrijder) genaamd, was tijdens de Balkanoorlogen daadwerkelijk aanwezig in het gebied. De UCPMB claimde dat hij vocht voor hen.[5] Er zijn echter nooit lichamen van slachtoffers gevonden die Mekkes claimde te hebben gemaakt. Hij werd na terugkomst in Nederland in Arnhem aangeklaagd op beschuldiging van oorlogsmisdrijven, echter later vrijgelaten. Vermoed wordt dat Mekkes lijdt aan pseudologia phantastica.[6]

## Identiteit onbekend
| Naam                         | Oorlog              | Toegeschreven | Toelichting |
| ---------------------------- | ------------------- | ------------- | --- |
| Erwin König / Heinz Thorvald | Tweede Wereldoorlog | >400          | Er zijn geen Duitse documenten over een sluipschutter onder een van deze twee namen. Dat terwijl Duitsland zeer nauwkeurig alle slachtoffers van Duitse sluipschutters bijhield. Daarnaast zou König een majoor (Sturmbannführer) zijn, iets wat totaal ongebruikelijk is. Er bestaat een grote kans dat het een fictief persoon is ontwikkeld voor Russische propagandadoeleinden. |
| Juba (Arabisch: جوبا)        | Irakoorlog          | 37            | Tijdens de Irakoorlog verschenen tussen 2005 en 2008 in totaal 4 filmpjes op het internet waarbij een sluipschutter, onder de naam "Juba", Amerikaanse soldaten onder vuur neemt. In het tweede filmpje was een scène waarbij Juba na terugkomst van een "missie" een streep op een muur zet. In deze scène is te zien dat er in totaal 37 strepen op de muur staan (één voor elk tot dan toe gemaakt slachtoffer). In het derde en vierde filmpje worden wederom enkele Amerikaanse soldaten gedood, echter wordt er geen totaal aantal gegeven. De Amerikaanse defensie bracht in een persbericht naar buiten dat er inderdaad in en rondom Bagdad militairen gedood waren door een of meerdere sluipschutters. |